# Masamichi Noro
Masamichi Noro (野呂昌道) nasceu no dia 21 de janeiro de 1935 em Aomori no Japão e foi o criador do Kinomichi no ano de 1979, em Paris. Prática que combina a tradição japonesa do aiquidô com tradições ocidentais como a eutonia, a dança moderna e trabalhos de Foix e Ehrenfried. O site da Kinomichi® International Instructors Association, define o Kinomichi como uma forma de esporte não competitivo que surge do aiquidô.

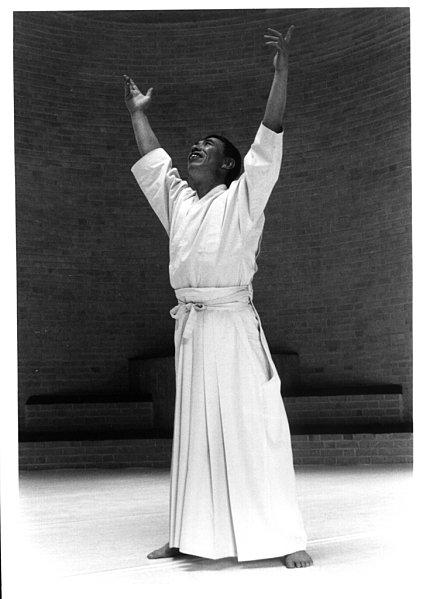
Noro Masamichi

Masamichi é Mestre de artes marciais tendo se iniciado no aiquidô, no Hombu Dojo, como uchideshi, que significa aluno em tempo integral, em 1955. Foi por seis anos aluno do mestre (Sensei) Morihei Ueshiba, o fundador da arte marcial. Torna-se posteriormente um propagandista de suas práticas no ocidente.
Faleceu, em Paris, no dia 15 de março de 2013

## Anos de formação
Em 1955, enquanto fazia seus estudos universitários, através de seu tio ele foi apresentado a Morihei Ueshiba. Em seguida renuncia a seus projetos pessoais para se tornar aluno do mestre. De 1955 até 1961, ele o seguiu de Tóquio até Iwama, onde o Ueshiba tinha seu dojô particular. Nessa época, com outros quatro uchi deshi (dentre eles Yasuo Kobayashi e Nobuyoshi Tamura) se dedicam totalmente a prática do aiquidô, surgindo alguns dos seus grandes líderes.

## Anos de propagação do aikidô
Em 1961, Mestre Morihei Ueshiba envia um especialista para a Europa para divulgação do aiquidô e confia a Masamichi Noro esta tarefa. Este embarca em direção a Europa e Africa com o título de « Encarregado oficial do Aïkikaï de Tóquio para a Europa e a África ».
Tudo devia ser construído, entendido e tornado acessível aos corpos e espíritos ocidentais. Escolhe o caminho bem diferente daquela ensinada no dojô do seu mestre. Num primeiro momento, Mestre Masamichi Noro desenvolveu sua prática no sudeste da França e na Itália, onde professores de Judô o convidaram a enriquecer o conhecimento de seus alunos. O espírito era de ajuda mútua e de prazer do estudo segundo a vontade de Jigoro Kano, fundador do Judô.
Em seguida, ele foi chamado à Bélgica, onde abriu mais de 200 dojôs tanto na Europa quanto na África, passando da Suécia ao Senegal. Foi um tempo de pioneiros. Os mestres Mutsuro Nakazono e Nobuyoshi Tamura, se juntaram a ele respectivamente em 1963 e 1964. Em 1964, Mestre Masamichi Noro estabeleceu sua base em Paris encontrando Taisen Deshimaru, Karlfried Graf Dürckheim, Marie-Thérèse Foix, Gisèle de Noiret e Docteur Lily Ehrenfried, se abrindo a técnicas ocidentais, à sutilidade dos alongamentos, ao respeito de seu corpo e o corpo de seus parceiros. Novos princípios inspiraram os movimentos que iriam criar definitivamente um novo estilo.

## Anos de criação doKinomichi

### O segundo começo
Em 1979, depois de uma entrevista com o doshu, Kishomaru Ueshiba, o filho do fundador do aiquidô, ele criou o Kinomichi para levar sua busca mais longe. Depois de um inevitável período de ajustes e de intensas pesquisas, as ligações entre o Kinomichi e o aiquidô se desenvolveram e se aprofundaram.

### Uma comunidade de budos
Em 1985, durante a comemoração dos vinte anos de aiquidô na Alemanha e a convite de seu amigo, Mestre Katsuaki Asai, 8º dan Aïkikaï e pioneiro da prática na Alemanha, ele apresentou o Kinomichi diante de uma platéia repleta dos maiores mestres da modalidade, dentre eles, o Doshu. Desde 1996, ele fez muitas visitas ao Centro Mundial do Aiquidô em Tóquio e, é claro, ao Mestre Kishomaru Ueshiba, filho do fundador. Em 2001, ele obteve do Ministério da Juventude e dos Esportes, na França, o reconhecimento do Kinomichi como disciplina esportiva. Em 2004, ele participou das manifestações que comemoram os 20 anos da Federação Francesa de Aiquidô, Aïkibudo e Afinidades, FFAAA, que acolhia o Doshu Moriteru Ueshiba, representante do Centro Mundial de Aiquidô em Tóquio. Também estavam presentes, para receber a delegação do Hombu Dôjô de Tóquio, os mestres Masamichi Noro, Nobuyoshi Tamura e Christian Tissier, dentre 3000 praticantes vindos da França toda assim como de numerosos países europeus. Em 2007, ele recebeu em seu dojô parisiense, mestres japoneses, dentre os quais, Isoyama senseï, uma iniciativa da FFAAA.

### Uma exigência de criação contínua
Desde a sua criação, o estilo Kinomichi conheceu 3 fases e Mestre Masamichi Noro continuava a dizer aos seus alunos que sua arte está sempre em evolução. Os anos 1980 foram caracterizados por um trabalho sobre a sensibilidade, sobre o corpo como instrumento de percepção de si, dos outros e do mundo, sobre a postura certa e relaxada. Os anos 90 acentuaram a orientação de impulsos e organizaram o movimento a partir de uma impulsão no solo. Com o ano 2000, se abriu um período onde a riqueza técnica se declinou sobre diferentes graus de rapidez, de dificuldade e de liberdade. Cada nível não era em nada inferior ao seguinte, mas ganhava sentido como passagem para o que vem depois, como um apelo para avançar. Mestre Masamichi Noro pôs ênfase principalmente no coração shin. Até então, ele tinha construído o acesso de sua arte através de um trabalho sobre a respiração ki. A partir de então, ele exige do mais alto nível que oriente o ki para o shin, a respiração para o coração, a fim de explorar e controlar o conjunto das técnicas que ilustram o caminho que ele recebeu de seu mestre, Morihei Ueshiba.
Mester Masamichi Noro concentrou sua energia para criar uma disciplina aberta para seu futuro, seguindo o exemplo de seu próprio mestre, que nunca parou de transformar sua arte até dar a ela 7 nomes diferentes, como tantas metas no Caminho. Assim, Mestre Masamichi Noro se dedica a etimologia de dojô, casa onde se estuda o Caminho, dō.